# Dan Collette (Musiker)
Daniel „Dan“ Collette (* 21. November 1954 in Port Jervis, Orange County (New York); † 8. Mai 2019 in Berlin) war ein US-amerikanischer Jazz- und Studiomusiker (Trompete, Komposition).

## Leben und Wirken
Collette begann mit fünf Jahren Trompete zu spielen und absolvierte ein Musikstudium am Jersey City State College. Nach seiner Ausbildung zum klassischen Trompeter spielte er zunächst im New York Philharmonic. Er spielte dann Lead-Trompete in vielen Broadway-Orchestern (u. a. Cats, Dancin’ und A Chorus Line) und erlebte eine erfolgreiche Karriere als Lead-Trompeter für die bekannten Künstler der Musikszene, darunter The Rolling Stones (auf ihren Alben Undercover und Dirty Work), des Weiteren bei Machito, The Temptations und Bette Midler, The Manhattan Transfer, Whoopi Goldberg, Angela Lansbury, Julie Andrews, Raquel Welch, Brooke Shields, Frankie Valli & The Four Seasons, The Sopranos, Steve Lawrence, Don Rickles, Nancy Sinatra, Tony Bennett, Johnny Mathis, Angelika Milster, Manfred Krug, Mario Bauzá, Toshiko Akiyoshi, Jimmy Heath, David Sanborn, No Angels, Parliament-Funkadelic, Bootsy Collins, Compay Segundo und vielen mehr. Er wirkte auch an den Soundtracks zu den Spielfilmen Mambo Kings und Murder Is My Business mit.
In Deutschland, wo er ab 1999 lebte, spielte er Solotrompete im Berlin Jazz Orchestra (dessen Gründungsmitglied er war), in der RIAS Big Band, im Symphonic Pop Orchestra und im Orchester des Theater des Westens Berlin; ferner unterrichtete an mehreren deutschen Schulen, darunter am Jazz-Institut von Berlin. Während seines Aufenthalts in Deutschland organisierte er auch ein Tributkonzert für den Trompeter und Bandleader Harry James mit dem Titel „I Remember Harry“. Collette war der Autor von „Comfort, Command and Control in the Trumpet Section“. Im Bereich des Jazz war er laut Tom Lord zwischen 1994 und 2007 an sechs Aufnahmesessions beteiligt, mit dem Roy Roman Orchestra, der Buddy Rich Big Band, Chico O’Farrill and His Afro Cuban Jazz Orchestra und Ann Hampton Callaway (To Ella with Love).
Collette war von 2008 bis zu seinem Tod abgesehen von wenigen Unterbrechungen als Trompetendozent des Landesjugendjazzorchesters Brandenburg tätig.